# Teatro Principal (Vitoria)
El Teatro Principal (en euskera Principal Antzokia) es una sala teatral situada en la calle de San Prudencio, número 29, de Vitoria (País Vasco). Fue ideado por Cesáreo Iradier, que se inspiró en el Teatro de la Zarzuela de Madrid. Su inauguración fue en 1918 con el nombre de Nuevo Teatro de Vitoria. La apertura del teatro fue posible gracias a las aportaciones del ciudadanos vitorianos con la compra de acciones. En 1961 pasó a llamarse como en la actualidad, en recuerdo a la antigua edificación teatral que había habido en el mismo lugar entre 1822 y 1914. Durante bastantes décadas fue utilizado como cine. En 1992 fue renovado por el Gobierno Vasco, la Diputación Foral de Álava y el Ayuntamiento de Vitoria.